# Puntone di Scarlino
Puntone di Scarlino (Portiglioni) is een plaats (frazione) in de Italiaanse gemeente Scarlino.